# Zach Lutz
Zachary Craig Lutz (Reading, 3 giugno 1986) è un giocatore di baseball statunitense, free agent dal 2013.

## Minor League
Hicks venne selezionato al 5º giro del draft amatoriale del 2007 come 183a scelta assoluta dai New York Mets. Iniziò nello stesso anno nella New York-Penn League A breve stagione con i Brooklyn Cyclones, giocando una sola partita finendo con .000 alla battuta. Nel 2008 chiuse con .333 alla battuta, 12 RBI e 9 punti (statistica: run) in 24 partita.
Nel 2009 passò nella Florida State League singolo A avanzato con i St. Lucie Mets, finì con .284 alla battuta, 62 RBI e 46 punti in 99 partite. Successivamente passò nella Eastern League doppio A con i Binghamton Mets finendo con .207 alla battuta e 2 RBI in 8 partite. Nel 2010 giocò nella Gulf Coast League rookie con i GCL Mets, chiuse con .316 alla battuta, 4 RBI e 2 punti in 5 partite. Poi giocò una sola partita con i St. Lucie Mets finendo con .000 alla battuta. Successivamente giocò con i Binghamton Mets finendo con .289 alla battuta, 42 RBI e 42 punti in 61 partite. Infine passò nella International League triplo A con i Buffalo Bisons, finendo con .300 alla battuta, 9 RBI e 3 punti in 5 partite.
Nel 2011 giocò con i St. Lucie Mets 2 partite con .000 alla battuta e un RBI, poi giocò nei Bisons 61 partite chiudendo con .295 alla battuta, 31 RBI e 38 punti. Nel 2012 con i St. Lucie Mets giocò 6 partite finendo con .250 alla battuta, 8 RBI e 2 punti. Infine giocò con i Bisons 72 partite chiudendo con .299 alla battuta, 35 RBI e 34 punti in 72 partite.
Nel 2013 passò nella Pacific Coast League triplo A con i Las Vegas 51s finendo con .293 alla battuta, 80 RBI e 62 punti in 111 partite.

## Major League

### New York Mets (2012-2013)
Debuttò nella MLB il 24 aprile 2012 contro i Miami Marlins, mentre la sua prima valida e il suo primo punto in carriera li fece il 27 aprile contro i Colorado Rockies. Chiuse la sua prima stagione da professionista con .091 alla battuta, un punto, 10 eliminazioni, un assist e un errore da prima base in 7 partite di cui una da titolare.
Il 3 marzo 2013 firmò un contratto annuale del valore di 490.040 dollari. Il 23 giugno venne promosso in prima squadra per l'infortunio di Lucas Duda. Il 2 luglio venne assegnato ai Las Vegas 51s nella Minor League. Il 1º settembre venne promosso in prima squadra durante l'espansione del roster. Chiuse con .300 alla battuta, 2 RBI, 2 punti, una eliminazione doppia e 5 assist in 15 partite di cui 3 da titolare.

## Premi
- Giocatore della settimana della Eastern League con i Binghamton Mets (2/08/2010).